# Mimoxenolea bicoloricornis
Mimoxenolea bicoloricornis là một loài bọ cánh cứng trong họ Cerambycidae.